# Marit Jessen Rüdiger
Marit Jessen Rüdiger (nascida a 18 de junho de 1982, em Sønderborg) é uma farmacêutica e política dinamarquesa que foi a líder do Partido Schleswig de 2010 a 2012. Ela também foi membro do conselho municipal do município de Tønder de 2013 a 2017.

## Carreira política
Rüdiger tornou-se a líder do Partido Schleswig em 2010, assumindo o cargo depois de Gerhard Mammen, tornando-se na primeira mulher a liderar o partido. Ela também foi eleita para o conselho municipal do município de Tønder nas eleições locais de 2013 na Dinamarca. Em outubro de 2017, anunciou que não buscaria a reeleição nas eleições de 2017.